# Roy Hibbert
Roy Denzil Hibbert (* 11. Dezember 1986 in New York City, New York) ist ein ehemaliger jamaikanisch-US-amerikanischer Basketballspieler, der von 2008 bis 2017 in der NBA aktiv war. In seiner Karriere war in insgesamt zweimal NBA All-Star und wurde einmal ins All-Defensive Second Team gewählt.

## Highschool
Roy Hibbert besuchte die Georgetown Preparatory School. Dort wurde er von Hoya Dwayne Bryant, der ihn später an der Georgetown University vorstellte, trainiert. Mit seinem Team erreichte er das Interstate Athletic Conference Final, das sie allerdings verloren. Zudem spielte er beim Jordan Capital Classic zusammen mit seinem späteren Teamkollegen Jeff Green.

## College

### Freshman 2004–2005
In seiner Freshman-Saison erreichte er mit seinen Teamkollegen Jeff Green, Brandon Bowman und Jonathan Wallace eine Bilanz von 17 Siegen und 12 Niederlagen. Damit wurden sie Achter in der Big East Conference und erreichten damit das National Invitation Tournament, in dem sie im Viertelfinale gegen den späteren Champion, die South Carolina Gamecocks, ausschieden.

### Sophomore 2005–2006
Die Hoyas um Sophomore Roy Hibbert erreichten in dieser Saison das NCAA-Division-I-Tournament, kamen dort aber nicht weit. Dabei war Hibbert mit durchschnittlich 6,9 Rebounds pro Spiel reboundstärkster Spieler des Teams und wurde ins All-Big East Second Team berufen.

### Junior 2006–2007
Die Junior-Saison war Hibberts erfolgreichste Saison mit den Hoyas. Sie wurden das erste Mal seit 1989 Big East Champion und gewannen auch das Big East Tournament. Hibbert und Green wurden daraufhin ins All-Big East First Team berufen. Das Highlight war das Erreichen des Final Four, wo sie aber gegen die Ohio State University verloren.

### Senior 2007–2008
Vor der Saison 2007–2008 wurde Roy Hibbert zum Big East's preseason player of the year ernannt und zum preseason All-American zusammen mit Tyler Hansbrough. Mit den Hoyas gewann er in der regulären Saison den regular season title. Im NCAA-Division-I-Basketball-Championship-Tournament schied er mit den Hoyas aber in der zweiten Runde aus.

## NBA
Nachdem Hibbert doch noch seine Senior-Saison bei den Hoyas gespielt hatte, wurde er bei der NBA-Draft 2008 an 17. Stelle von den Toronto Raptors gedraftet. Hibbert wurde aber direkt zusammen mit Maceo Baston und T. J. Ford im Tausch mit Nathan Jawai und Jermaine O’Neal zu den Indiana Pacers getradet.

### Saison 2008/09
In seiner ersten Saison mit den Pacers konnte Roy Hibbert die Playoffs nicht erreichen. Er spielte 70 Spiele und startete davon in 42. Dabei kam er durchschnittlich auf 7,1 Punkte und 3,5 Rebounds und verdiente dabei 1.465.440 US-$.

### Saison 2009/10 bis Saison 2011/12
Nachdem er sich in den Jahren 2009 bis 2011 als Starter etabliert hatte, lieferte Roy Hibbert 2011/2012 seine bislang beste Spielzeit für die Pacers ab. Während der regulären Saison kam er auf 12,8 Punkte, 8,8 Rebounds, 2 Blocks und 1,7 Assists pro Spiel bei rund 30 Minuten Einsatzzeit pro Spiel. Er wurde aufgrund seiner Leistungen für das All-Star-Game der NBA nominiert.

### Saison 2012/13
Am 22. November 2012, beim 115:107-Erfolg nach Verlängerung gegen die Hornets, verzeichnete Hibbert ein Triple Double mit einer Karriere-Bestleistung von 11 Blocks (10 Punkte, 11 Rebounds). Er beendete die drittlängste Serie (774 Spiele) eines NBA-Teams, ohne dass einem Spieler ein TD gelingt. Am 22. Januar 2003 erzielte Jermaine O’Neal das bisher letzte für die Pacers.

### 2014 bis 2017
Hibbert wurde 2014 zum zweiten Mal in das NBA All-Star Game berufen. Im Zuge eines Neuaufbaus bei den Pacers wurde er am 9. Juli 2015 zu den Los Angeles Lakers transferiert.
Nach einem enttäuschenden Jahr bei den Lakers wechselte Hibbert im Sommer 2016 zu den Charlotte Hornets.

### Saison 2016/2017
In 42 Spielen für die Hornets, in denen Hibbert durchschnittlich nur etwa 16 Minuten spielte, erzielte er 10,1 Punkte, 1,3 Assists und 6,4 Rebounds im Durchschnitt pro Spiel. Anschließend wurde er am 2. Februar 2017 zusammen mit seinem Teamkollegen Spencer Hawes nach Wisconsin zu den Milwaukee Bucks getradet. Im Gegenzug erhielten die Hornets Miles Plumlee. Ohne ein Spiel zu absolvieren, wurde Hibbert am 27. Februar 2017 weiter zu den Denver Nuggets getradet, wo er nur zu sechs Saisoneinsätzen kam. Nach der Saison verkündete Hibbert im Alter von 31 Jahren sein Karriereende.